# Дальнереченский район
Дальнере́ченский райо́н — административно-территориальная единица (район) и муниципальное образование (муниципальный район) в Приморском крае России.
Административный центр — город Дальнереченск (в состав района не входит).

## География
Район расположен на западе края, в долине рек Уссури и Малиновки. На западе граничит с КНР, на севере — с Пожарским, на востоке — с Красноармейским муниципальными районами, на юге — с Чугуевским муниципальным округом и Кировским муниципальным районом, а также с Лесозаводским городским округом. Общая площадь района — 7290 км².
Рельеф
Северо-запад района — низкогорье и мелкосопочник, разделённый широкими, местами заболоченными долинами крупных рек. На урезе р. Уссури находится самая низкая точка района — 51,4 м. К юго-востоку, по направлению к истокам рек, высота гор увеличивается. Высшая точка района — г. Перевальная 1414 м над ур. моря. Она находится на хр. Первый перевал, по которому проходит граница с Красноармейским районом.
Природа
Климат района резко континентальный умеренный. Зимы холодные, часто снежные (глубина снежного покрова может достигать 70-90 см), средние температуры января около −19 −22 °C. Лето жаркое и влажное, с частыми тайфунами и большим количеством осадков. Средние температуры июля-августа — около +20 +22 °C.

## История
Район образован в 1926 году. Первоначально назывался Калининским, затем Иманским и с 1972 года носит современное название.

## Население
| 1926    | 1931    | 1933    | 1939    | 1959    | 1970    | 1979    | 1989    | 1992    |
| ------- | ------- | ------- | ------- | ------- | ------- | ------- | ------- | ------- |
| 53 613  | ↗75 400 | ↘50 200 | ↘46 221 | ↗47 928 | ↘16 502 | ↘16 198 | ↗17 057 | ↗17 100 |
| 2002    | 2006    | 2008    | 2009    | 2010    | 2011    | 2012    | 2013    | 2014    |
| ↘13 995 | ↘13 700 | ↘13 600 | ↘12 995 | ↘11 344 | ↘11 258 | ↘10 973 | ↘10 679 | ↘10 405 |
| 2015    | 2016    | 2017    | 2018    | 2019    | 2020    | 2021    | 2022    | 2023    |
| ↘10 180 | ↘9950   | ↘9758   | ↘9576   | ↘9362   | ↘9080   | ↘8358   | ↘8278   | ↘8026   |
| 2024    |         |         |         |         |         |         |         |         |
| ↘7793   |         |         |         |         |         |         |         |         |

## Муниципально-территориальное устройство
В Дальнереченский муниципальный район входят 6 муниципальных образований со статусом сельских поселений
| № | Муниципальное образование         | Административный центр | Количество населённых пунктов | Население (чел.) | Площадь (км²) |
| - | --------------------------------- | ---------------------- | ----------------------------- | ---------------- | ------------- |
| 1 | Веденкинское сельское поселение   | село Веденка           | 6                             | 2396             | 943,80        |
| 2 | Малиновское сельское поселение    | село Малиново          | 7                             | 1930             | 893,20        |
| 3 | Ореховское сельское поселение     | село Орехово           | 4                             | 1001             | 1623,60       |
| 4 | Ракитненское сельское поселение   | село Ракитное          | 3                             | 1129             | 426,80        |
| 5 | Рождественское сельское поселение | село Рождественка      | 4                             | 768              | 274,00        |
| 6 | Сальское сельское поселение       | село Сальское          | 6                             | 1134             | 599,60        |

## Населённые пункты
В Дальнереченском районе 29 населённых пунктов:
| №  | Населённый пункт | Тип          | Население | Муниципальное образование         |
| -- | ---------------- | ------------ | --------- | --------------------------------- |
| 1  | Ариадное         | село         | ↘376      | Малиновское сельское поселение    |
| 2  | Боголюбовка      | село         | ↘295      | Ореховское сельское поселение     |
| 3  | Веденка          | село         | ↘1553     | Веденкинское сельское поселение   |
| 4  | Вербное          | село         | ↘14       | Малиновское сельское поселение    |
| 5  | Голубовка        | село         | ↘78       | Рождественское сельское поселение |
| 6  | Звенигородка     | село         | ↘24       | Сальское сельское поселение       |
| 7  | Зимники          | село         | ↘305      | Малиновское сельское поселение    |
| 8  | Лобановка        | село         | ↘127      | Ракитненское сельское поселение   |
| 9  | Любитовка        | село         | ↘328      | Малиновское сельское поселение    |
| 10 | Малиново         | село         | ↘1104     | Малиновское сельское поселение    |
| 11 | Мартынова Поляна | посёлок      | ↘158      | Ореховское сельское поселение     |
| 12 | Междуречье       | село         | ↘240      | Веденкинское сельское поселение   |
| 13 | Новотроицкое     | село         | ↘148      | Веденкинское сельское поселение   |
| 14 | Орехово          | село         | ↘763      | Ореховское сельское поселение     |
| 15 | Пожига           | посёлок      | ↘366      | Малиновское сельское поселение    |
| 16 | Поляны           | посёлок      | ↘284      | Ореховское сельское поселение     |
| 17 | Ракитное         | село         | ↘1232     | Ракитненское сельское поселение   |
| 18 | Речное           | село         | ↘220      | Сальское сельское поселение       |
| 19 | Рождественка     | село         | ↘709      | Рождественское сельское поселение |
| 20 | Савиновка        | село         | ↘19       | Малиновское сельское поселение    |
| 21 | Сальское         | село         | ↘1145     | Сальское сельское поселение       |
| 22 | Солнечное        | село         | ↗52       | Рождественское сельское поселение |
| 23 | Соловьёвка       | село         | ↘568      | Веденкинское сельское поселение   |
| 24 | Стретенка        | село         | ↘343      | Веденкинское сельское поселение   |
| 25 | Сухановка        | село         | ↘28       | Сальское сельское поселение       |
| 26 | Ударное          | село         | ↘14       | Веденкинское сельское поселение   |
| 27 | Филино           | посёлок      | ↘489      | Рождественское сельское поселение |
| 28 | Эбергард         | ж.д. станция | ↘27       | Сальское сельское поселение       |
| 29 | Ясная Поляна     | село         | ↘191      | Ракитненское сельское поселение   |

### Упразднённые населённые пункты
- В 2023 году — железнодорожная станция Чалданка

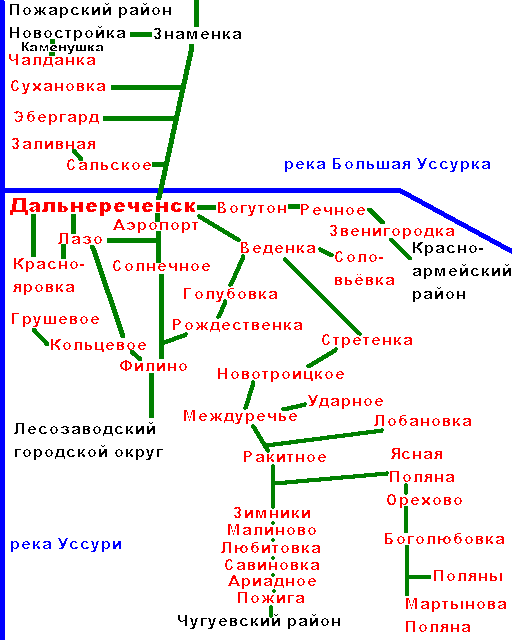
Населённые пункты Дальнереченского городского округа и Дальнереченского района.

## Экономика
Ведущее место в экономике района занимают сельское хозяйство и лесозаготовки. Функционируют кооперативы и фермерские хозяйства, занимающиеся выращиванием сои, гречихи, кукурузы, овса, ячменя, пшеницы, картофеля, разнообразных овощей. Животноводство представлено в основном мясо-молочным производством. Имеется зверопромхоз, ведущий промысел речной рыбы и таёжного зверя.
В районе действуют два лесхоза, две компании, заготавливающие и перерабатывающие древесину, таких пород, как ель, пихта, ясень, дуб, ильм, берёза, осина. В районе также разведаны залежи полезных ископаемых, таких как золото, ильменит, родомит, каменный уголь, торф, известняк. Также имеются запасы сырья для производства строительных материалов.